# Kusti

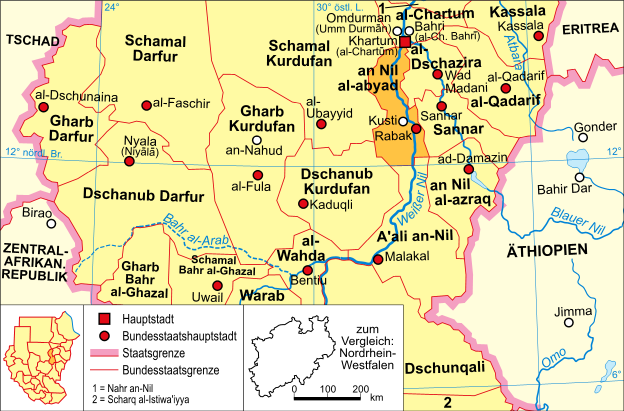
Kusti im Bundesstaat an-Nil al-abyad

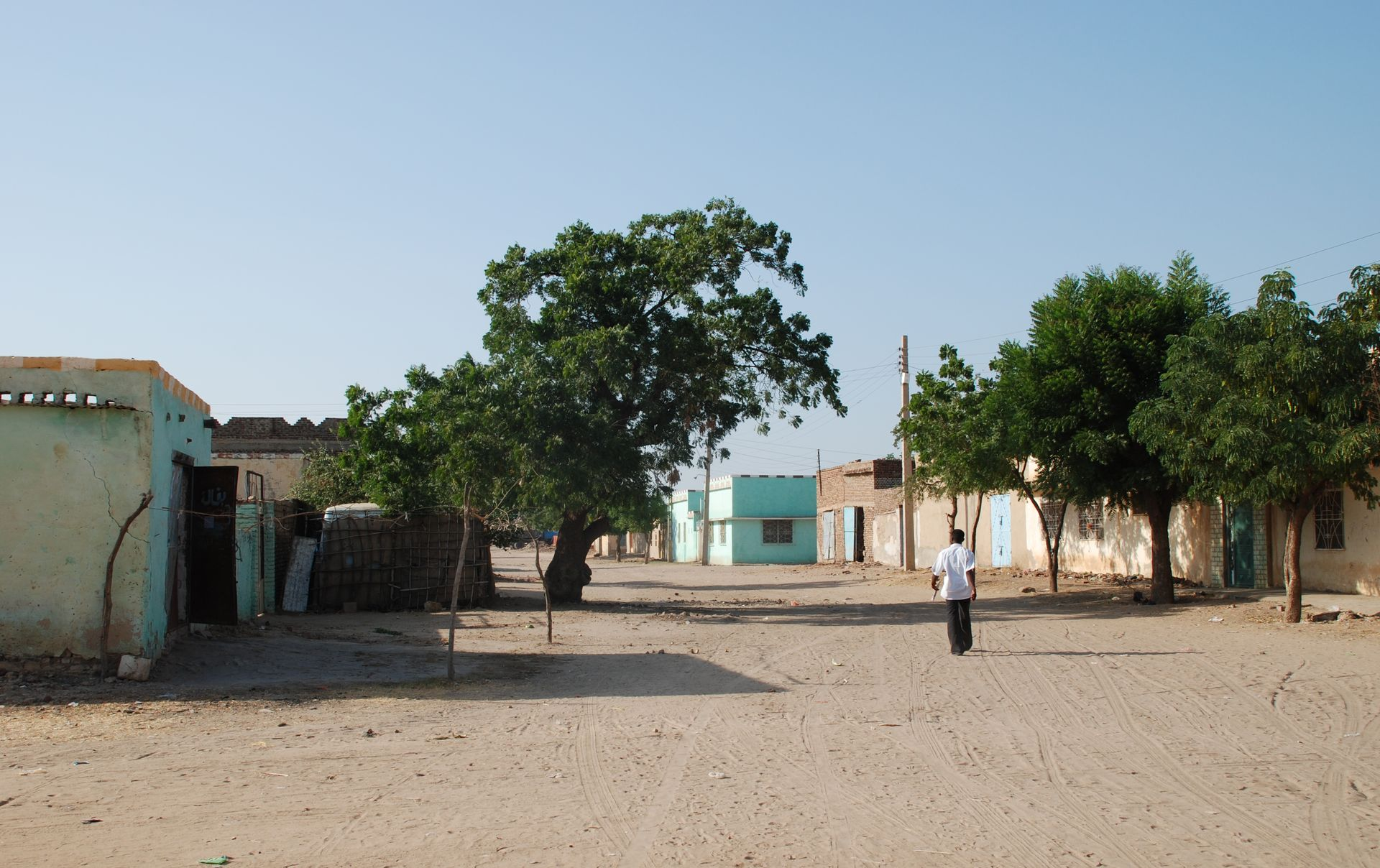
Wohngebiet nahe Marktzentrum

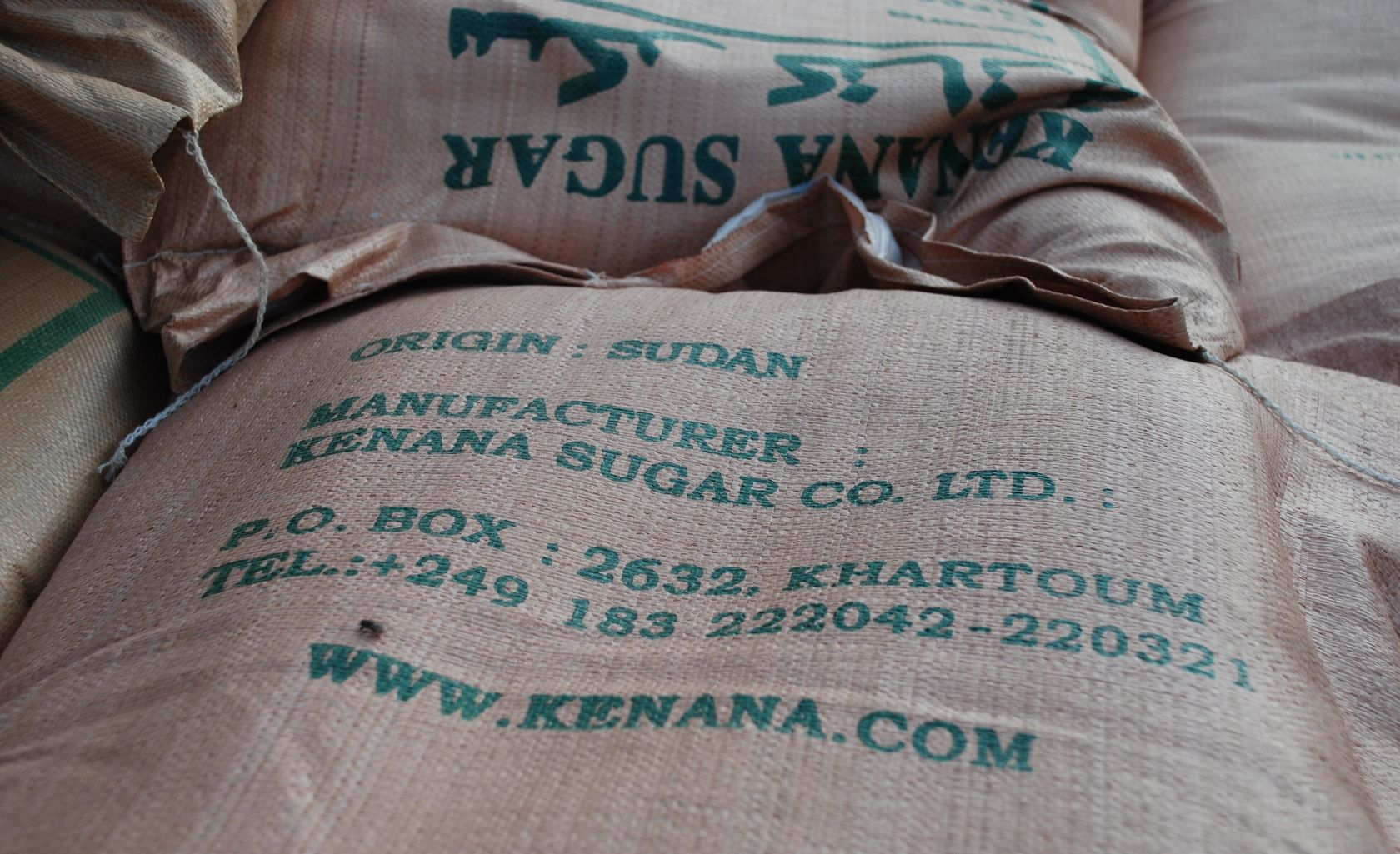
Kenana-Zuckersäcke auf einem Eselkarren im Markt von Kosti

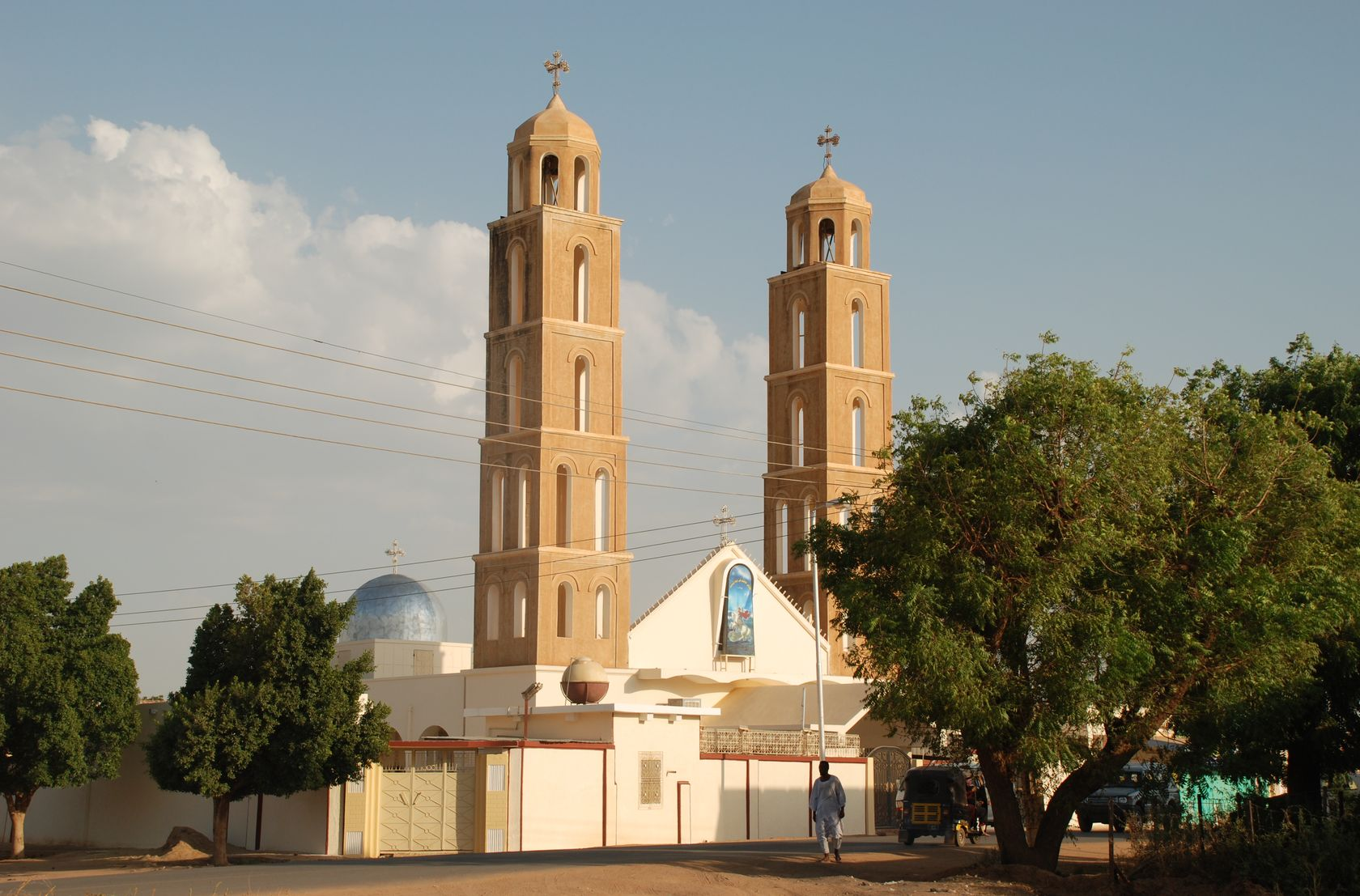
Seit Ende des Bürgerkriegs 2005 wird auch im islamischen Norden des Sudan in Kirchenneubauten investiert

Kusti (arabisch كوستي Kūstī; Alternativschreibung Kosti; im 19. Jahrhundert bekannt als Goz Abu Guma oder Gor-Abu-Gama) ist eine Stadt am Weißen Nil im sudanesischen Bundesstaat an-Nil al-abyad.

## Lage
Die Stadt liegt auf etwa 390 Metern Höhe am westlichen Ufer des Weißen Nil, rund 260 Kilometer südlich von Khartum und damit in der Mitte der Verbindungsstraße von der Hauptstadt nach El Obeid. Gegenüber Kusti am östlichen Flussufer befindet sich Rabak, die Hauptstadt des Bundesstaates An-Nil al-abyad.

## Geschichte
Um das Geschäft des 1899 in den Sudan gekommenen griechischen Händlers Kostas Mourikis herum entstand die Siedlung und wurde nach eben diesem Griechen benannt. Wegen der dort verlaufenden Handelsroute nach al-Ubayyid und weil dort der Nil von muslimischen Pilgern auf dem Weg nach Mekka gequert wurde, wuchs es danach in Kürze bedeutend an. Nachdem die Briten 1910 bei Kosti eine Eisenbahnbrücke über den Nil gebaut hatten, wurde die Stadt umso mehr ein Knotenpunkt für den Handel unter anderem mit den Gebieten Kurdufan und Darfur.

## Bevölkerung
Für das Gebiet Kusti werden 316.647 Einwohner (Berechnung 2013) angegeben.
Bevölkerungsentwicklung:
| Jahr              | Einwohner |
| ----------------- | --------- |
| 1973 (Zensus)     | 65.404    |
| 1983 (Zensus)     | 91.946    |
| 1993 (Zensus)     | 173.599   |
| 2013 (Berechnung) | 316.647   |

## Wirtschaft
Der mit rund 12.000 Angestellten wichtigste Arbeitgeber in der Region ist die auf der östlichen Seite des Nil bei Rabak gelegene Kenana Sugar Factory. Es ist eine Aktiengesellschaft, an der außer dem sudanesischen Staat die Regierung von Saudi-Arabien und unter anderem eine kuwaitische Gesellschaft und das britische Bergbauunternehmen Lonrho beteiligt sind. In den 1970er Jahren wurde der Zuckeranbau südlich der Gezira-Ebene unter Präsident Numeiri mit Krediten der Weltbank massiv gefördert. Wegen Korruption und Missmanagement erwies sich das Kenana-Zuckeranbauprojekt anfangs als defizitär, seit der Rekordernte von 2001 ist Kenana eine der weltweit effizientesten Zuckerfabriken. Ab 1990 begann Sudan mit dem Export von Zucker in benachbarte Länder. 2006 betrug die Produktion 450.000 Tonnen, ein weiterer Ausbau der Kapazität, der Export in die Europäische Union nach 2009 und die Beteiligung am Geschäft mit Biokraftstoff sind geplant. Die durch Kanäle bewässerten Zuckerrohrfelder befinden sich zwischen Kusti und Sennar. Östlich des Nil liegt auch das Bewässerungsprojekt der Asalaya Sugar Factory.
Kusti ist Umschlagplatz für den Baumwollanbau am Weißen Nil.
Wegen des Bürgerkriegs im Südsudan wurden 1982 die Pläne aufgegeben, in Kusti eine Ölraffinerie zu bauen. Als Alternative wurde 1985 von der Betreibergesellschaft White Nile Petroleum Company der Bau einer Pipeline aus dem Ölfördergebiet um Bentiu über Kusti bis zur Raffinerie bei Port Sudan beschlossen. 2007 wurden ein neuer Vorschlag zum Bau einer Raffinerie in Kusti gemacht.

## Stadtbild
Zentrum der Stadt ist das in einem rechtwinkligen Straßennetz angelegte Marktviertel Souq Kebir („großer Markt“) am Nilufer mit Flusshafen und dem Bahnhof südlich davon. Drei Kilometer entfernt in südwestlicher Richtung liegt ein neueres, flächenmäßig größeres Marktgebiet, der Souq Shabi („junger Markt“), mit kleinen Handwerksbetrieben und dem zentralen Busbahnhof. Um das Zentrum erstrecken sich weitläufige Wohngebiete.

## Infrastruktur

### Straße
Kusti ist mit Khartum über eine gute Asphaltstraße verbunden.

### Wasserweg
Der Flusshafen dient dem Warenaustausch nilaufwärts über Malakal nach Juba. Der Betrieb des einst wöchentlich verkehrenden Passagierschiffes nach Juba wurde mit dem Beginn des Bürgerkriegs 1983 eingestellt und ist seither nicht wieder aufgenommen worden. Die wenigen Frachtkähne auf dem Nil befinden sich in schlechtem Zustand und sind bei Niedrigwasser zur Fahrtunterbrechung gezwungen. Flussab benötigen diese Schiffe von Juba 7 Tage, flussaufwärts sind es 21 Tage. Der Hafen Kusti verfügt über keine Ladekräne.

### Schiene

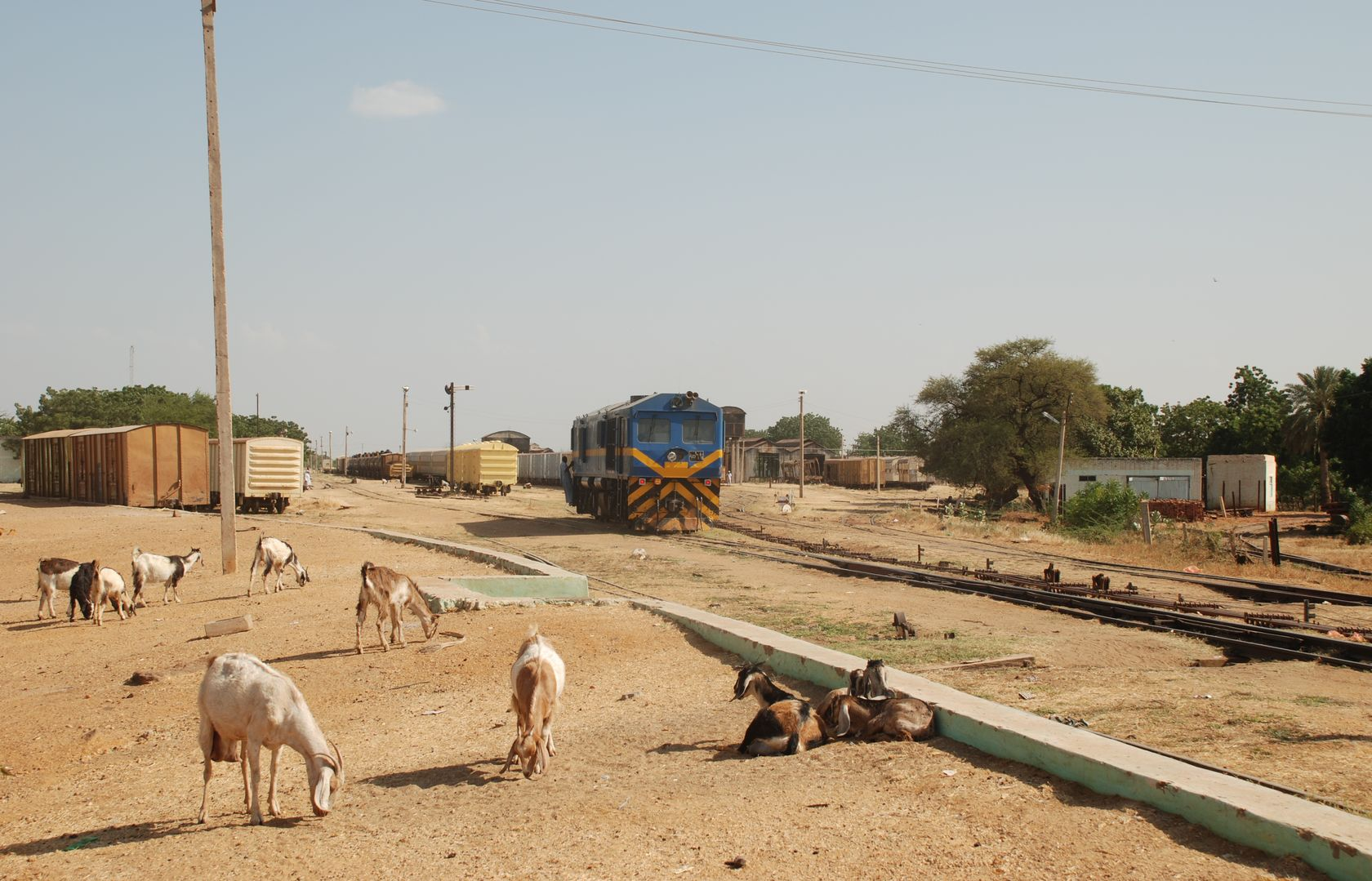
Bahnhof von Kusti

Der Bahnhof (13° 9′ 53″ N, 32° 40′ 37″ O) von Kusti liegt an der Bahnstrecke Khartum–Nyala. Der Personenverkehr auf dieser Strecke wurde eingestellt. Wenige Kilometer im Osten der Stadt liegt die alte Kusti-Eisenbahnbrücke.
Bei Kusti ereignete sich am 16. Januar 1987 ein schwerer Eisenbahnunfall, bei dem 21 Menschen starben und 45 darüber hinaus
verletzt wurden.

### Luftverkehr
Der Flughafen hat eine Flugbahnlänge von 1338 Meter und die internationale Kennung KST.

## Sehenswürdigkeiten
Auf der nahe gelegenen, 14 Kilometer langen Flussinsel Aba befindet sich die al-Kar-Moschee von Muhammad Ahmad, der hier lehrte und sich 1881 zum Mahdi erklärte. Die Insel ist über Rabak erreichbar und mit dem Festland durch einen Damm verbunden.